# Cikahuripan (Maleber)
Cikahuripan is een bestuurslaag in het regentschap Kuningan van de provincie West-Java, Indonesië. Cikahuripan telt 3894 inwoners (volkstelling 2010).